# Lista de estados dos Estados Unidos por altitude

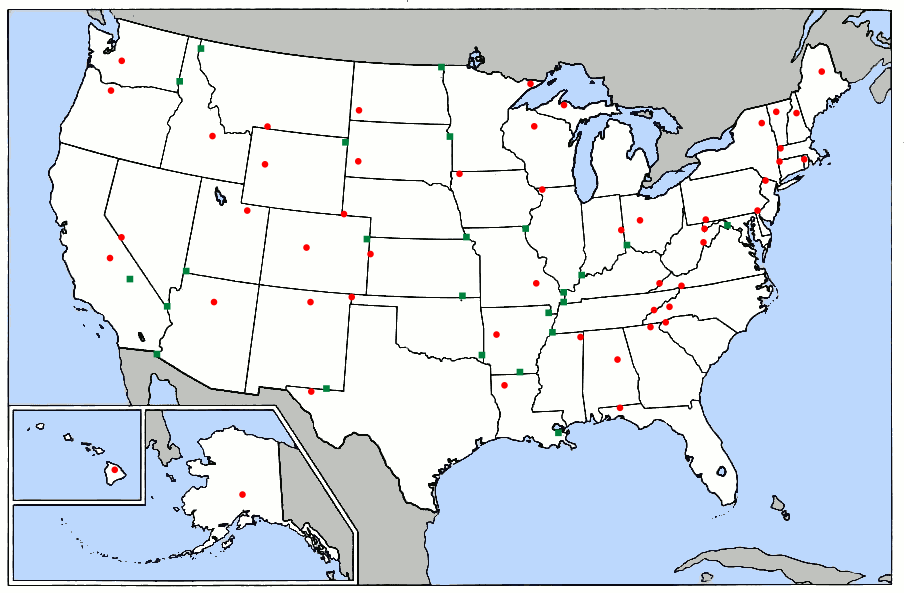
Os pontos em vermelho são os mais altos de cada estado; e os em verde são os mais baixos

A altitude dos estados dos Estados Unidos pode ser descrita de várias maneiras: pela altitude do seu ponto mais alto, pela altitude dos seus pontos mais baixos, por altitude média, e pela diferença entre os seus pontos mais altos e mais baixos. Os dados incluem o intervalo de medidas de maior e menor altitude para todos os cinquenta estados e o Distrito de Colúmbia.
Por exemplo, o Alasca pode ser considerado o estado mais elevado porque o Monte McKinley, com 6194 m, é o ponto de maior altitude dos Estados Unidos. O estado com o ponto de menor altitude é a Califórnia (Death Valley Badwater Basin, 86 m abaixo do nível do mar),  enquanto que a Flórida tem o menor ponto mais alto de um estado, bem como a menor diferença entre maior e menor altitudes, e Delaware tem a menor altitude média.
A lista dos pontos mais altos em cada estado é importante para o esporte de Highpointing. Em 2006, 155 pessoas tinham alcançado todos os pontos altos dos cinquenta estados.  Cerca de 200-300 pessoas foram à convenção do esporte de Highpointing.
Na lista abaixo, as altitudes mostradas foram compiladas pela National Geodetic Datum em 1929.[a] A altitude média para cada estado é de 30 m.

## Lista de estados por altitude
| Estado               | Ponto mais alto                                                 | Altitude máxima  | Ponto mais baixo                                   | Altitude mínima | Altitude média  | Intervalo        |
| -------------------- | --------------------------------------------------------------- | ---------------- | -------------------------------------------------- | --------------- | --------------- | ---------------- |
| Alabama              | Monte Cheaha                                                    | 2 413 ft 736 m   | Golfo do México                                    | nível do mar    | 500 ft 150 m    | 2 413 ft 736 m   |
| Alasca               | Monte McKinley (Denali)                                         | 20 320 ft 6194 m | Golfo do Alasca, Mar de Bering, e Oceano Ártico    | nível do mar    | 1 900 ft 580 m  | 20 320 ft 6194 m |
| Arizona              | Pico Humphreys                                                  | 12 637 ft 3852 m | Rio Colorado na fronteira com Sonora (México)      | 72 ft 22 m      | 4 100 ft 1250 m | 12 565 ft 3830 m |
| Arkansas             | Monte Magazine                                                  | 2 753 ft 839 m   | Rio Ouachita na fronteira com a Louisiana          | 55 ft 17 m      | 650 ft 200 m    | 2 698 ft 822 m   |
| Califórnia           | Monte Whitney                                                   | 14 505 ft 4421 m | Badwater Basin no Vale da Morte                    | −282 ft −86 m   | 2 900 ft 880 m  | 14 785 ft 4507 m |
| Carolina do Norte    | Monte Mitchell                                                  | 6 684 ft 2037 m  | Oceano Atlântico                                   | nível do mar    | 700 ft 210 m    | 6 684 ft 2037 m  |
| Carolina do Sul      | Monte Sassafras                                                 | 3 560 ft 1085 m  | Oceano Atlântico                                   | nível do mar    | 350 ft 110 m    | 3 560 ft 1085 m  |
| Colorado             | Monte Elbert                                                    | 14 440 ft 4401 m | Rio Arikaree na fronteira com o Kansas             | 3 317 ft 1011 m | 6 800 ft 2070 m | 11 123 ft 3390 m |
| Connecticut          | Fronteira com o Massachusetts na vertente sul do Monte Frissell | 2 379 ft 725 m   | Long Island Sound                                  | nível do mar    | 500 ft 150 m    | 2 379 ft 725 m   |
| Dakota do Norte      | White Butte                                                     | 3 508 ft 1069 m  | Rio Vermelho do Norte na fronteira com Manitoba    | 751 ft 229 m    | 1 900 ft 580 m  | 2 757 ft 840 m   |
| Dakota do Sul        | Pico Black Elk                                                  | 7 244 ft 2208 m  | Lago Big Stone na fronteira com Minnesota          | 968 ft 295 m    | 2 200 ft 670 m  | 6 276 ft 1913 m  |
| Delaware             | Perto do Ebright Azimuth                                        | 447 ft 136 m     | Oceano Atlântico                                   | nível do mar    | 60 ft 20 m      | 447 ft 136 m     |
| District of Columbia | Fort Reno                                                       | 490 ft 149 m     | Rio Potomac na fronteira com Maryland              | 1,0 ft 0,3 m    | 150 ft 50 m     | 489 ft 149 m     |
| Flórida              | Britton Hill                                                    | 345 ft 105 m     | Oceano Atlântico e Golfo do México                 | nível do mar    | 100 ft 30 m     | 345 ft 105 m     |
| Geórgia              | Brasstown Bald                                                  | 4 784 ft 1458 m  | Oceano Atlântico                                   | nível do mar    | 600 ft 180 m    | 4 784 ft 1458 m  |
| Havai                | Mauna Kea                                                       | 13 803 ft 4207 m | Oceano Pacífico                                    | nível do mar    | 3 030 ft 920 m  | 13 803 ft 4207 m |
| Idaho                | Pico Borah                                                      | 12 668 ft 3861 m | Confluência do rio Snake e rio Clearwater          | 713 ft 217 m    | 5 000 ft 1520 m | 11 955 ft 3644 m |
| Illinois             | Charles Mound                                                   | 1 235 ft 376 m   | Confluência do rio Mississippi e rio Ohio          | 280 ft 85 m     | 600 ft 180 m    | 955 ft 291 m     |
| Indiana              | Hoosier Hill                                                    | 1 257 ft 383 m   | Confluência do rio Ohio e rio Wabash               | 320 ft 97 m     | 700 ft 210 m    | 937 ft 286 m     |
| Iowa                 | Hawkeye Point                                                   | 1 671 ft 509 m   | Confluência do rio Mississippi e rio Des Moines    | 480 ft 146 m    | 1 100 ft 340 m  | 1 191 ft 363 m   |
| Kansas               | Monte Sunflower                                                 | 4 041 ft 1232 m  | Rio Verdigris na fronteira com Oklahoma            | 679 ft 207 m    | 2 000 ft 610 m  | 3 361 ft 1025 m  |
| Kentucky             | Monte Black                                                     | 4 145 ft 1263 m  | Rio Mississippi no Kentucky Bend                   | 257 ft 78 m     | 750 ft 230 m    | 3 887 ft 1185 m  |
| Louisiana            | Monte Driskill                                                  | 535 ft 163 m     | Nova Orleães                                       | −8,2 ft −2,5 m  | 100 ft 30 m     | 543 ft 166 m     |
| Maine                | Monte Katahdin                                                  | 5 270 ft 1606 m  | Oceano Atlântico                                   | nível do mar    | 600 ft 180 m    | 5 270 ft 1606 m  |
| Maryland             | Hoye-Crest                                                      | 3 360 ft 1024 m  | Oceano Atlântico                                   | nível do mar    | 350 ft 110 m    | 3 360 ft 1024 m  |
| Massachusetts        | Monte Greylock                                                  | 3 489 ft 1063 m  | Oceano Atlântico                                   | nível do mar    | 500 ft 150 m    | 3 489 ft 1063 m  |
| Michigan             | Monte Arvon                                                     | 1 979 ft 603 m   | Lago Erie                                          | 571 ft 174 m    | 900 ft 270 m    | 1 408 ft 429 m   |
| Minnesota            | Monte Eagle                                                     | 2 302 ft 701 m   | Lago Superior                                      | 601 ft 183 m    | 1 200 ft 370 m  | 1 700 ft 518 m   |
| Mississippi          | Monte Woodall                                                   | 807 ft 246 m     | Golfo do México                                    | nível do mar    | 300 ft 90 m     | 807 ft 246 m     |
| Missouri             | Monte Taum Sauk                                                 | 1 772 ft 540 m   | Rio Saint Francis na fronteira com Arkansas        | 230 ft 70 m     | 800 ft 240 m    | 1 542 ft 470 m   |
| Montana              | Pico Granite                                                    | 12 807 ft 3904 m | Rio Kootenai na fronteira com o Idaho              | 1 804 ft 550 m  | 3 400 ft 1040 m | 11 003 ft 3354 m |
| Nebraska             | Panorama Point                                                  | 5 427 ft 1654 m  | Rio Missouri na fronteira com o Kansas             | 840 ft 256 m    | 2 600 ft 790 m  | 4 587 ft 1398 m  |
| Nevada               | Pico Boundary                                                   | 13 147 ft 4007 m | Rio Colorado na fronteira com a Califórnia         | 481 ft 147 m    | 5 500 ft 1680 m | 12 665 ft 3860 m |
| Nova Hampshire       | Mount Washington                                                | 6 288 ft 1917 m  | Oceano Atlântico                                   | nível do mar    | 1 000 ft 300 m  | 6 288 ft 1917 m  |
| Nova Jersey          | High Point                                                      | 1 802 ft 549 m   | Oceano Atlântico                                   | nível do mar    | 250 ft 80 m     | 1 802 ft 549 m   |
| Novo México          | Pico Wheeler                                                    | 13 167 ft 4013 m | Red Bluff Reservoir na fronteira com o Texas       | 2 844 ft 867 m  | 5 700 ft 1740 m | 10 323 ft 3147 m |
| Nova Iorque          | Monte Marcy                                                     | 5 343 ft 1629 m  | Oceano Atlântico                                   | nível do mar    | 1 000 ft 300 m  | 5 343 ft 1629 m  |
| Ohio                 | Campbell Hill                                                   | 1 549 ft 472 m   | Rio Ohio na fronteira com Indiana                  | 455 ft 139 m    | 850 ft 260 m    | 1 094 ft 333 m   |
| Oklahoma             | Black Mesa                                                      | 4 975 ft 1516 m  | Rio Little na fronteira com Arkansas               | 289 ft 88 m     | 1 300 ft 400 m  | 4 686 ft 1428 m  |
| Oregon               | Monte Hood                                                      | 11 249 ft 3429 m | Oceano Pacífico                                    | nível do mar    | 3 300 ft 1010 m | 11 249 ft 3429 m |
| Pensilvânia          | Monte Davis                                                     | 3 213 ft 979 m   | Rio Delaware na fronteira com Delaware             | nível do mar    | 1 100 ft 340 m  | 3 213 ft 979 m   |
| Rhode Island         | Jerimoth Hill                                                   | 811 ft 247 m     | Oceano Atlântico                                   | nível do mar    | 200 ft 60 m     | 811 ft 247 m     |
| Tennessee            | Clingmans Dome                                                  | 6 643 ft 2025 m  | Rio Mississippi na fronteira com Mississippi       | 178 ft 54 m     | 900 ft 270 m    | 6 466 ft 1971 m  |
| Texas                | Pico Guadalupe                                                  | 8 751 ft 2667 m  | Golfo do México                                    | nível do mar    | 1 700 ft 520 m  | 8 751 ft 2667 m  |
| Utah                 | Pico Kings                                                      | 13 518 ft 4120 m | Beaver Dam Wash na fronteira com Arizona           | 2 180 ft 664 m  | 6 100 ft 1860 m | 11 338 ft 3456 m |
| Vermont              | Monte Mansfield                                                 | 4 395 ft 1340 m  | Lago Champlain                                     | 95 ft 29 m      | 1 000 ft 300 m  | 4 300 ft 1311 m  |
| Virgínia             | Monte Rogers                                                    | 5 729 ft 1746 m  | Oceano Atlântico                                   | nível do mar    | 950 ft 290 m    | 5 729 ft 1746 m  |
| Virgínia Ocidental   | Spruce Knob                                                     | 4 862 ft 1482 m  | Rio Potomac na fronteira com a Virgínia            | 240 ft 73 m     | 1 500 ft 460 m  | 4 623 ft 1409 m  |
| Washington           | Monte Rainier                                                   | 14 417 ft 4394 m | Oceano Pacífico                                    | nível do mar    | 1 700 ft 520 m  | 14 417 ft 4394 m |
| Wisconsin            | Timms Hill                                                      | 1 951 ft 595 m   | Lago Michigan                                      | 579 ft 176 m    | 1 050 ft 320 m  | 1 372 ft 418 m   |
| Wyoming              | Pico Gannett                                                    | 13 809 ft 4209 m | Rio Belle Fourche na fronteira com o Dakota do Sul | 3 101 ft 945 m  | 6 700 ft 2040 m | 10 709 ft 3264 m |
| Estados Unidos       | Monte McKinley (Denali)                                         | 20 320 ft 6194 m | Badwater Basin no Vale da Morte                    | −282 ft −86 m   | 2 500 ft 760 m  | 20 601 ft 6279 m |